# Bahnhof Plattling
Der Bahnhof Plattling ist ein zentraler Eisenbahnknotenpunkt im östlichen Niederbayern.

## Geschichte

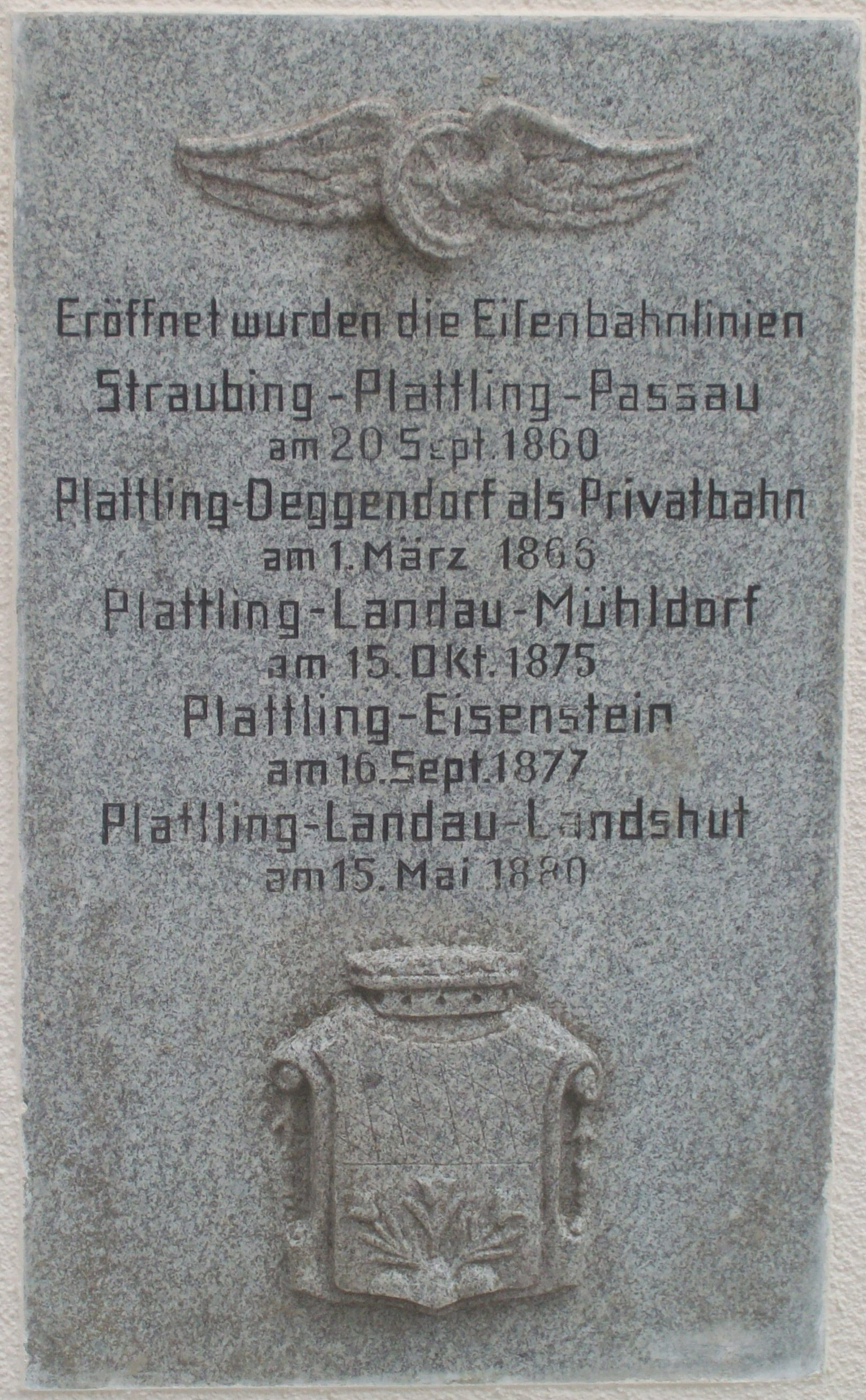
Gedenktafel am Empfangsgebäude

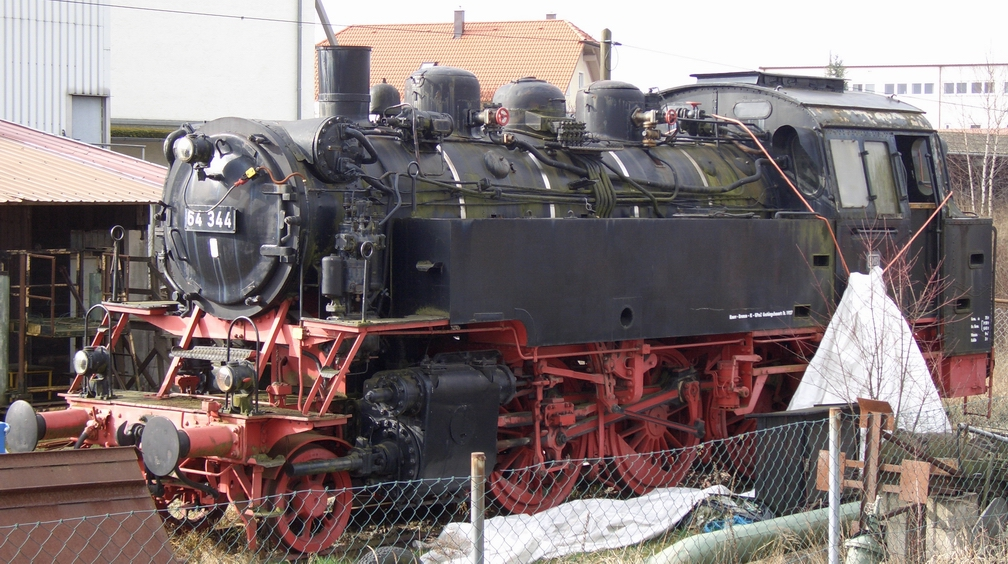
Vom Januar 1988 bis November 2009 im Bahnhof Plattling aufgestellte Lokomotive 64 344

Für den Bahnhof Plattling wurde das erste Empfangsgebäude nahe der Stadt gebaut und mit der Betriebsaufnahme auf der Ostbahnstrecke Straubing–Passau am 20. September 1860 eröffnet. Auf dem westlich anschließenden Güterbahnhof endete von 1866 bis 1877 die Bahnstrecke Plattling–Deggendorf. Beim Bau der Waldbahnstrecke über Zwiesel nach Bayerisch Eisenstein zwecks Import böhmischer Kohle nach Tirol ab 1874 verschob man den Personenbahnhof wegen der Einmündung dieser Strecke nach Westen und baute ihn 500 m versetzt in Höhe des Güterbahnhofs an der heutigen Stelle neu. Am 15. Oktober 1875 erhielt Plattling dann noch einen weiteren Schienenanschluss, diesmal nach Süden über Pilsting nach Mühldorf (Bahnstrecke Mühldorf–Pilsting), der 1880 noch durch eine Zweigbahn nach Landshut ergänzt wurde.
Am 16. April 1945 wurde bei einem nur sieben Minuten dauernden Luftangriff, bei dem etwa 500 Bomben abgeworfen wurden, der gesamte stark belegte Bahnhof zerstört. Nachdem sich die Kämpfe zwischen Alliierten und Wehrmacht weiter nach Osten verlagert hatten, begannen ab dem 3. Mai 1945 die Aufräumarbeiten, am 15. Mai 1945 waren drei Gleise wieder befahrbar, am 26. Mai 1945 war die Isarbrücke durch Pioniere der US-Army behelfsmäßig wieder in Stand gesetzt. Das Beseitigen der zerstörten oder beschädigten Fahrzeuge im Bahnhofsbereich dauerte mehrere Wochen. Das bei diesem Bombardement ebenfalls vollständig zerstörte Empfangsgebäude wurde nach dem Krieg an gleicher Stelle wieder aufgebaut. An den Arbeiten war auch der spätere Präsident der Bundesbahndirektion Nürnberg, Horst Weigelt, beteiligt.
Zwei Werksanschlüsse erlangten in Plattling größere Bedeutung:
Die Südzucker AG unterhält seit 1960/61 an der Strecke nach Deggendorf ein großes Werk um Transportwege einzusparen. Ab der Saison 1961 rollten Rübenzüge aus dem Gäuboden hierher und sicherten mancher Nebenbahnstrecke das Überleben. Am 31. Oktober 1976 war der Bahnhof Plattling mit 1200 Wagen zugestellt. Obwohl diese Transporte die Straßen entlasteten, stellte die DB 1988 diese Transporte wegen Unrentabilität der Wagenvorhaltung ein. Seitdem werden aus der Zuckerfabrik nur noch Fertigprodukte verladen. Dazu existiert ein Anschlussnetz von fast 4 km Länge, in das die Bahn Wagen zustellt oder abholt.
1982 entstand das Papierwerk ein Kilometer nördlich des Bahnhofs. Dieses besaß eine eigene Werklok 322 154, seit 1987 ersetzt durch eine Henschel DH 500. 2002 wurde diese abgegeben und die DB übernahm die Zustell- und Rangieraufgaben für die oft 5000 Güterwagen Prügelholz, die jährlich zugestellt werden.
Mit der Eröffnung des elektrischen Betriebs auf der Hauptbahn Regensburg–Passau im Mai 1959 und der allgemeinen Traktionsumstellung bei der DB verlor das Bahnbetriebswerk Plattling schon bald seine Aufgaben bei der Instandhaltung von Dampflokomotiven. Der letzte mit einer Dampflokomotive bespannte Zug fuhr am 6. März 1974 von Plattling in den Bayerischen Wald. Um den angeblich einsturzgefährdeten historischen Ringlokschuppen zu erhalten, übernahm die Firma Michael Hacker unter Mithilfe des neu gegründeten Historischen Eisenbahnverein Plattling e. V. (HEV) im Jahr 1986 diese Lokhalle als Lagerhalle. Michael Hacker gab bald darauf den Ausbau und die Verschrottung der Drehscheibe in Auftrag. Zur Erinnerung an die große Eisenbahnzeit der Stadt hatte der HEV ab Januar 1988 im Ladehof auf dem Bahnhofsgelände die früher in Plattling stationierte Dampflokomotive 64 344 aufgestellt, die jedoch am 7. November 2009 an die Passauer Eisenbahnfreunde (PEF) zur Aufarbeitung nach Passau übergeben wurde.
In der Nacht vom 2. auf den 3. Juni 2008 brannte der komplette 4300 Quadratmeter große Lokschuppen, in dem zu diesem Zeitpunkt ca. 1000 Tonnen an Papierrollen und rund 6000 Paletten mit Holzbriketts gelagert waren, bis auf die Grundmauern nieder.

## Bahnbetriebswerk
Beim Neubau des Bahnhofs 1877 wurden eine Lokremise mit zwölf Ständen, eine Wagenwerkstatt, Lokbehandlungsanlagen sowie eine Gasanstalt eingerichtet. Westlich des Empfangsgebäudes entstand der Güterschuppen.
Zur Jahrhundertwende waren die Betriebsanlagen zu klein. Im Frühjahr 1900 entstand ein Rundlokschuppen mit 28 Ständen und einer 18-m-Drehscheibe. 1903 folgte ein zweiter Ringschuppen mit zunächst zehn Ständen, die 1929 auf zwanzig Stände erweitert wurden und eine 20-m-Drehscheibe erhielten. 1924 folgte eine größere Bekohlungsanlage, die die alte Korbbekohlung ablöste.
Während die Plattling passierenden Schnellzüge vom Betriebswerk Regensburg bespannt wurden, beheimatete Plattling Arbeitslokomotiven für Personenzüge, Güterzug- und Rangierdienst sowie den Lokalbahnverkehr. Bis zum Ersten Weltkrieg waren ausschließlich Lokomotiven der Bayerischen Staatsbahn vorhanden, die um die Jahrhundertwende Maschinen der Ostbahn abgelöst hatten. Neubauloks der G 3/4 H und der R 3/3 wurden direkt nach Plattling ausgeliefert. Preußische Loktypen wurden erstmals 1928 mit T 9.3 hier gesichtet. Als echter Fortschritt wurde die Zuteilung von sechs Einheits-Personenzuglokomotiven der Baureihe 24 verzeichnet, die mit 15 t Achsfahrmasse für die Waldbahn besonders geeignet waren. 1933 waren alle neun in Niederbayern verkehrenden 24er in Plattling beheimatet.
1933 kamen die ersten Triebwagen VT 135 012 und 013. Im September 1939 erhielt Plattling zehn fabrikneue Güterzug-Schlepptenderdampflokomotiven der Baureihe 50, die bis zum Ende der Dampflokzeit hier verblieben. 1943/44 wurde die Baureihe 24 sukzessive an das Bw Graudenz abgegeben und durch erste Güterzugtenderlokomotiven der Baureihe 86 ersetzt.
Am 1. April 1941 arbeiteten an dieser Dienststelle 420 Mann, die für etwa 70 Triebfahrzeuge benötigt wurden.
Beim Luftangriff am 16. April 1945 wurden 45 Dampflokomotiven und 1458 Wagen zerstört.
Nach dem Krieg erhielt Plattling Personenzugtenderlokomotiven der Baureihe 64 und weitere Lokomotiven der Baureihe 86, womit auch die Nebenbahnen im Bayerischen Wald bedient wurden. 1953 rollten die ersten Schienenbusse aus. Ab 1962 erhielt Plattling Streckendieselloks. Die bewährten Lokomotiven der Baureihe 50 bildeten bis 1974 das Rückgrat der Plattlinger Arbeitsflotte. Nachdem die 50 3063 (053 063-4) am 6. März 1974 mit dem N 2964 einen letzten Personenzug nach Bayerisch Eisenstein und am Folgetag noch den Gegenzug N 2967 befördert hatte, war das Betriebswerk Plattling „dampffrei“.
Am 31. Mai 1985 wurde diese Betriebsstelle geschlossen.
Die Lokbahnhöfe in Arnstorf, Bodenmais, Eging, Bayerisch Eisenstein, Kröhstorf, Regen und Zwiesel fungierten als Außenstellen.

## Aktuelle Situation

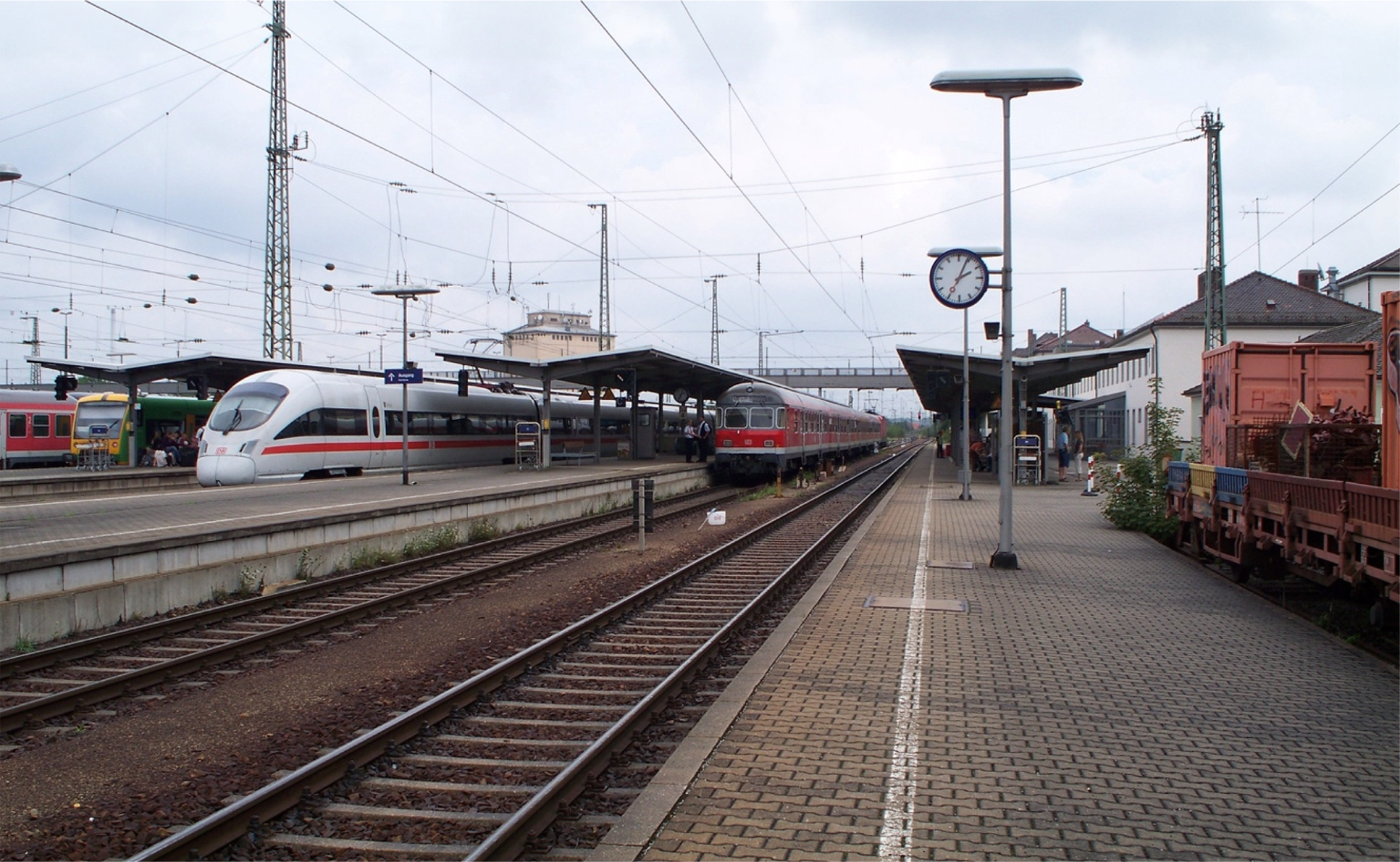
Bahnsteige vor dem Umbau (2008)

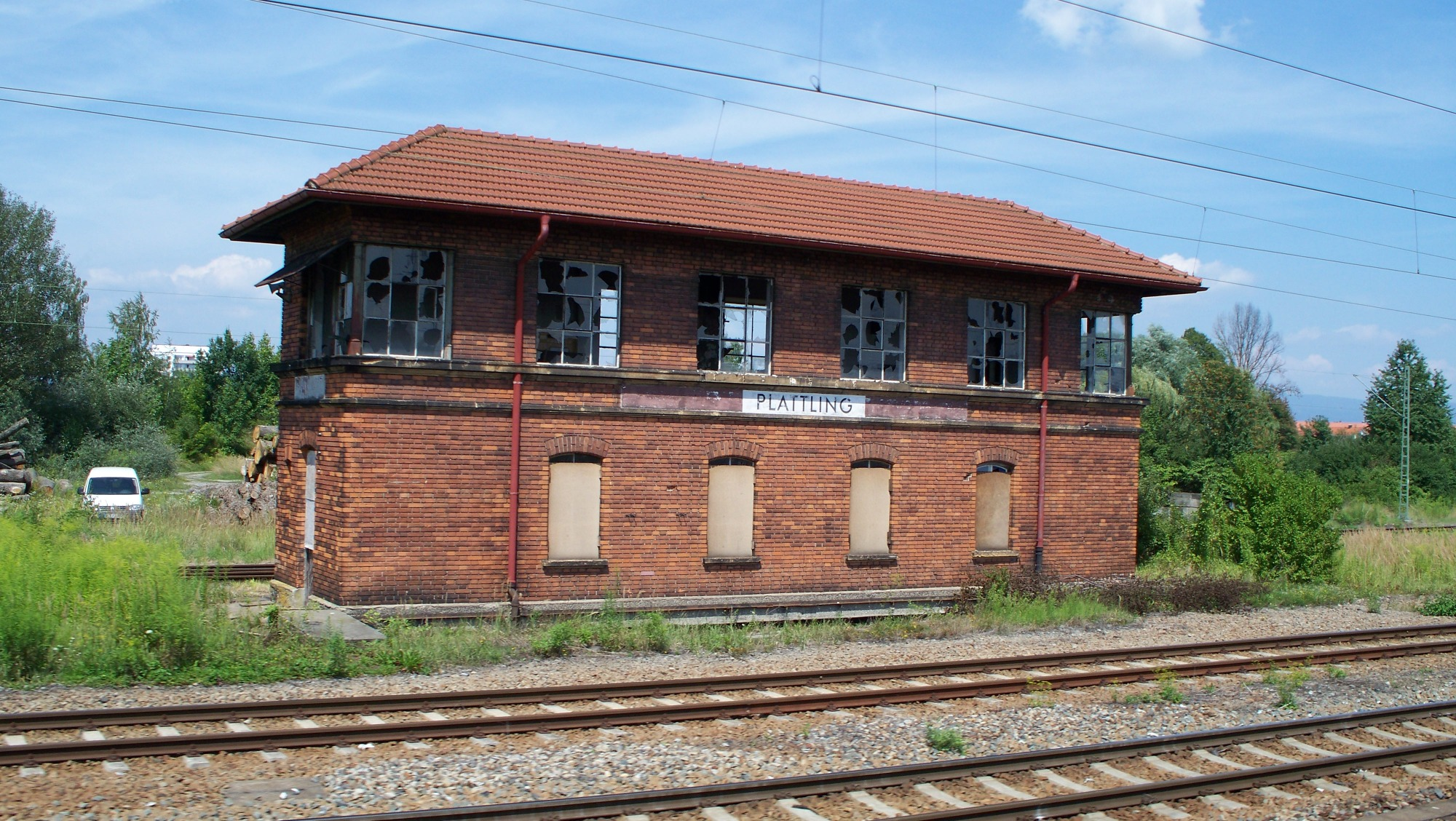
Ehemaliges Stellwerk 2/4 (2008)

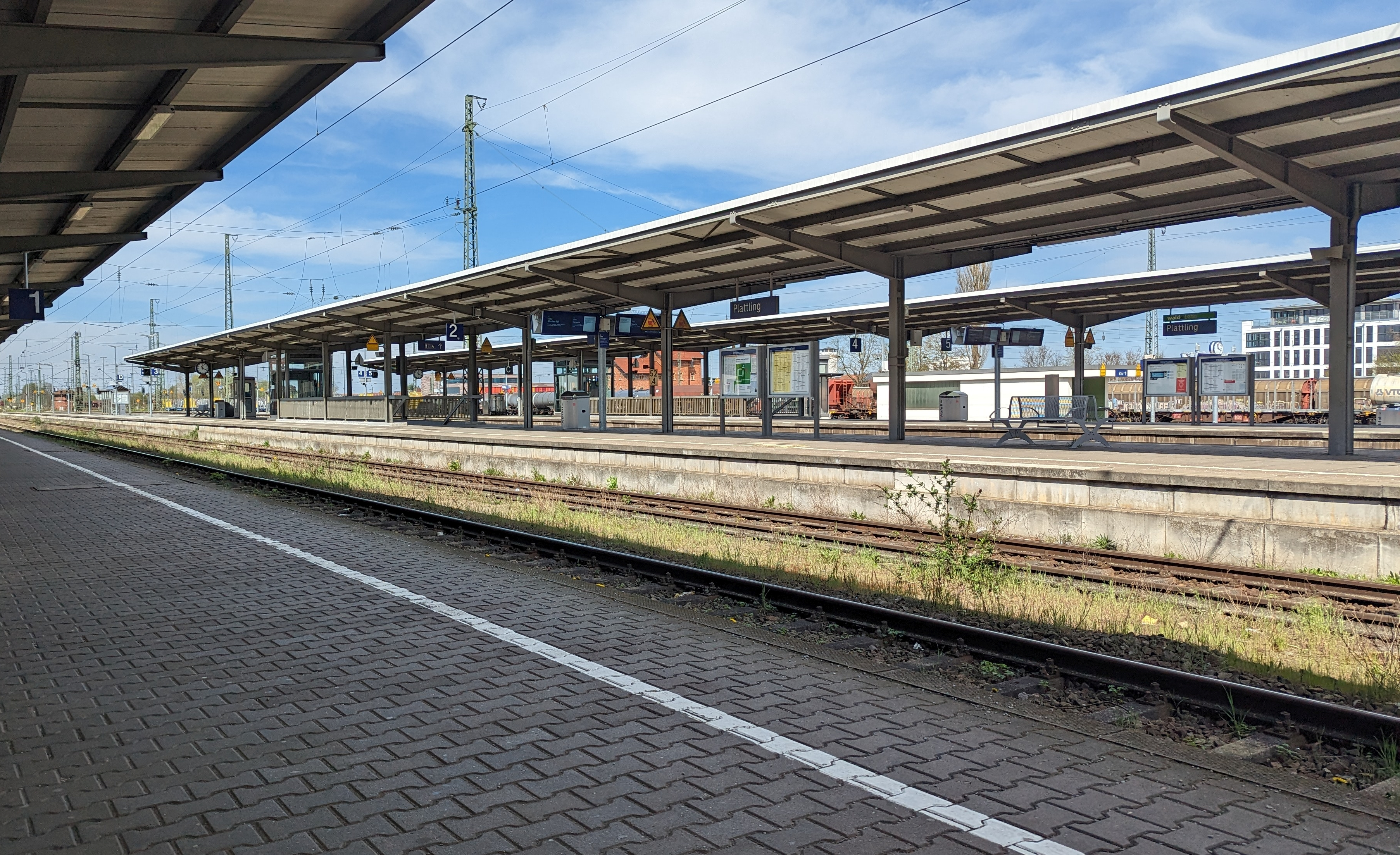
Bahnsteige (2023)

Im Personenverkehr werden sieben Gleise benutzt. Im Empfangsgebäude gibt es einen Fahrkartenschalter sowie ein Café und einen Zeitschriftenladen. Der Bahnhof ist seit November 2010 barrierefrei.
Der Bahnhof Plattling ist heute die zentrale Verkehrsdrehscheibe im östlichen Niederbayern. Im Bahnhof treffen zum Taktknoten kurz vor der vollen Stunde Züge aus allen vier Richtungen ein.
- Über die zweigleisige elektrifizierte Ost-West-Hauptbahn Regensburg–Passau (Kursbuchstrecke 880) verkehren Fernverkehrs- und Regionalzüge. Seit Dezember 2007 verkehren im Zwei-Stunden-Takt Neigetechnik-ICE aus Richtung Frankfurt nach Wien, neben zwei weiteren ICE-Zugpaaren, die bis Dezember 2020 noch als IC verkehrten. Außerdem wird ein reger Güterverkehr vor allem mit Österreich abgewickelt.
- Über die eingleisige elektrifizierte Südstrecke nach Landshut und München (Kursbuchstrecke 931) sind seit Dezember 2009 die Donau-Isar-Express genannten Regional-Express-Züge von Passau nach München im Stundentakt unterwegs. Zuvor gab es hier einen stündlichen Wechsel von in Plattling gebrochenen Regionalbahnen und durchlaufenden Regionalexpresszügen. Im Güterverkehr sind es vor allem Züge zum und vom BMW-Werk in Dingolfing.
- Auf der eingleisigen, nicht elektrifizierten Nordstrecke nach Bayerisch Eisenstein laufen die Triebwagen der Waldbahn im Stundentakt, die von der Regentalbahn gefahren werden.

Seit dem 8. März 2020 verkehrt in Plattling täglich ein Intercity-Zugpaar der Linie 17 nach/von Warnemünde.
| Linie      | Strecke | Taktfrequenz  | Betreiber      |
| ---------- | --- | ------------- | -------------- |
| ICE 91     | (Dortmund – Köln – Koblenz–) Frankfurt – Würzburg – Nürnberg – Regensburg – Plattling – Passau – Linz – Wien                                                     | 120 min       | DB Fernverkehr |
| ICE 31     | Hamburg-Altona – Bremen – Dortmund – Köln – Koblenz – Frankfurt – Nürnberg – Regensburg – Straubing – Plattling – Passau                                         | zwei Zugpaare | DB Fernverkehr |
| IC 17      | Wien – Linz – Passau – Plattling – Regensburg – Nürnberg – Bamberg – Saalfeld (Saale) – Jena Paradies – Leipzig – Halle (Saale) – Berlin – Neustrelitz – Rostock | ein Zugpaar   | DB Fernverkehr |
| RE3        | München Hbf – Freising – Landshut – Plattling – Passau | 60 min        | DB Regio       |
| RB17       | (Ulm – Donauwörth –) Ingolstadt – Regensburg – Straubing – Plattling                                                                                             | 120 min       | Agilis         |
| RE50       | Nürnberg Hbf – Neumarkt (Oberpf) – Parsberg – Regensburg – Straubing – Plattling                                                                                 | 120 min       | Agilis         |
| RB35       | Plattling – Deggendorf – Zwiesel – Bayerisch Eisenstein | 60 min        | DLB            |
| Stand 2024 | |               |                |